# Список округов Мичигана
Список содержит основные сведения о 83 округах, входящих в состав штата Мичиган. Границы этих округов практически не менялись с 1897 года. Однако в XIX веке они часто сдвигались по мере создания административных органов. Создание округов обычно происходило в два этапа. Сперва определялись границы, и округу присваивалось имя. В этот период для целей администрирования новую территорию присоединяли к уже существующей. Жители такого не до конца устроенного округа могли обратиться в правительство штата с просьбой об организации самостоятельной администрации. Между определением границ и созданием управляющих органов обычно проходило несколько лет.
В Мичигане многие населённые пункты разделены границей между округами, в том числе и столица штата Лансинг. В начале 1970-х годов в течение нескольких лет такие разделённые границами города могли подать ходатайство об изменении границ округа в соответствии с границами населённого пункта. Однако такой возможностью воспользовались только жители Нью-Балтимора, который раньше находился в округах Маком и Сент-Клэр, а теперь полностью входит в состав Макома. Это было единственное в XX веке изменение границ округов в Мичигане.
Конституция штата 1850 года разрешила городам с населением не менее 20 000 человек организовывать отдельные собственные округа. Конституция 1908 года сохранила это положение, увеличив только порог народонаселения до 100 000 человек. Но ни один из городов не воспользовался этой привилегией, и в Конституции 1963 года положение было отменено.

## Происхождение названий округов
Происхождение некоторых названий неясно, и научные источники расходятся в их толкованиях.
Девять округов носят названия, придуманные Генри Скулкрафтом обычно с использованием индейских слов, но также несущие части греческих, арабских и латинских корней. Скулкрафт был знатоком индейской культуры, и некоторые из придуманных им названий, возможно, возникли в племенах других районов страны, таких как Нью-Йорк или северо-восток, откуда в Мичиган пришли многие поселенцы.
Четыре округа носят названия местностей в Ирландии, откуда, вероятно, были родом некоторые из законодателей.
Десять округов (так называемые кабинетные округа) носят имена членов администрации седьмого президента США Эндрю Джексона. Все они переименованы во время правления этого кабинета (1829—1837).

## Список округов
| Округ Англ.название          | Окружной центр      | FIPS  | Основан (территория/ адм-ция) | Организован из:                                                                                                 | О названии | Население, (2014) | Площадь, км² | Плотность, чел./км² | Карта |
| ---------------------------- | ------------------- | ----- | ----------------------------- | --- | --- | ----------------- | ------------ | ------------------- | ----- |
| Айония Ionia                 | Айония              | 26067 | 1831                          | Из части округа Макино и свободной территории                                                                   | От названия древнегреческой области Иония | 64 294            | 1480         | 43                  |       |
| Айрон Iron                   | Кристал-Фолс        | 26071 | 1885                          | Из частей округов Маркетт и Меномини                                                                            | На территории округа находятся железорудные месторождения | 11 387            | 3020         | 4                   |       |
| Алджер Alger                 | Мьюнисинг           | 26003 | 1885                          | Из части округа Скулкрафт                                                                                       | В честь Расселла Элджера (1836—1907) — Губернатора Мичигана, сенатора и военного министра в администрации Мак-Кинли                                                         | 9459              | 2370         | 4                   |       |
| Алкона Alcona                | Харрисвилл          | 26001 | 1840/1869                     | Создан на свободной территории. До 1843 года назывался Negwegon County                                          | Название придумано Генри Скулкрафтом | 10 454            | 1747         | 6                   |       |
| Аллеган Allegan              | Аллеган             | 26005 | 1831/1835                     | Из части округа Барри и свободной территории                                                                    | Название придумано Генри Скулкрафтом | 113 847           | 2137         | 53                  |       |
| Алпина Alpena                | Алпина              | 26007 | 1840/1857                     | Из части округа Макино и свободной территории                                                                   | Название придумано Генри Скулкрафтом | 28 988            | 1481         | 20                  |       |
| Антрим Antrim                | Беллер              | 26009 | 1840                          | Из части округа Макино. До 1843 года Назывался Мигиси                                                           | По названию графства Антрим в Ирландии | 23 267            | 1232         | 19                  |       |
| Аренак Arenac                | Стандиш             | 26011 | 1831                          | На свободной территории. Присоединён к округу Бей 1857 году и восстановлен в 1883 году                          | Название придумано Генри Скулкрафтом | 15 353            | 941          | 16                  |       |
| Барри Barry                  | Хейстингс           | 26015 | 1829                          | На свободной территории                                                                                         | В честь Уильяма Бэрри (1784—1835) — Генерального почтмейстера в администрации Джексона                                                                                      | 59 281            | 1433         | 41                  |       |
| Бей Bay                      | Бей-Сити            | 26017 | 1857                          | Из части округа Аренак                                                                                          | От слова bay — залив, так как округ расположен на берегу залива Сагино озера Гурон                                                                                          | 106 179           | 1146         | 93                  |       |
| Бензи Benzie                 | Бьюла               | 26019 | 1863                          | Из части округа Ленави                                                                                          | От французского названия реки Бетси, в переводе "река уток-крохалей" | 17 519            | 828          | 21                  |       |
| Берриен Berrien              | Сент-Джозеф         | 26021 | 1829                          | На свободной территории                                                                                         | В честь Джона Берриена (1781—1856) — Генерального прокурора в администрации Джексона                                                                                        | 155 233           | 1471         | 105                 |       |
| Бранч Branch                 | Коулдуотер          | 26023 | 1829                          | На свободной территории                                                                                         | В честь Джона Бранча (1782—1863) — министра военно-морского флота в администрации Джексона                                                                                  | 43 545            | 1311         | 33                  |       |
| Бэрага Baraga                | Л’Анс               | 26013 | 1875                          | Из части округа Хоутон                                                                                          | В честь Фредерика Бараги (1797—1868) — католического миссионера и первого епископа римско-католической епархии в Су-Сент-Мари                                               | 8654              | 2327         | 4                   |       |
| Ван-Бьюрен Van Buren         | По-По               | 26159 | 1829                          | На свободной территории                                                                                         | В честь Мартина Ван Бюрена (1782—1862) — Госсекретаря в администрации Джексона, а позднее вице-президента и восьмого президента США                                         | 75 199            | 1573         | 48                  |       |
| Гладуин Gladwin              | Глэдуин             | 26051 | 1831                          | На свободной территории                                                                                         | В честь майора Генри Глэдуин (1790—1856) — командующего фортом Детройт во время его осады Понтиаком в 1763—1764 годах                                                       | 25 411            | 1300         | 20                  |       |
| Гогибик Gogebic              | Бессемер            | 26053 | 1887                          | Из части округа Онтонагон                                                                                       | На языке оджибве слово «bic» чаще переводится как «скала» | 15 737            | 2854         | 6                   |       |
| Гранд-Траверс Grand Traverse | Траверс-сити        | 26055 | 1851                          | Из части округа Омина                                                                                           | По одноименному названию залива | 90 782            | 1203         | 75                  |       |
| Грашиот Gratiot              | Итака               | 26057 | 1831                          | На свободной территории                                                                                         | В честь капитана Шарля Гратиота (1788—1855), построившего Форт Гратиот | 41 665            | 1472         | 28                  |       |
| Хьюрон Huron                 | Бэд-Экс             | 26063 | 1840                          | Из части округа Санилак                                                                                         | От названия озера Гурон | 32 065            | 2165         | 15                  |       |
| Делта Delta                  | Эсканаба            | 26041 | 1843                          | Из части округа Макино и свободной территории                                                                   | Первоначально включал в себя части округов Айрон, Дикинсон, Маркетт и Меномини и имел треугольную форму, напоминающую греческую букву дельта                                | 36 559            | 3033         | 12                  |       |
| Дженеси Genesee              | Флинт               | 26049 | 1835                          | Из частей округов Лапир, Сагино и Шайавасси                                                                     | Слово «je-nis-hi-yeh» на языке сенека значит «прекрасная долина» — так называлась долина на западе штата Нью-Йорк, откуда пришли многие первопоселенцы                      | 412 895           | 1650         | 250                 |       |
| Джэксон Jackson              | Джэксон             | 26075 | 1829/1832                     | Из части округа Уоштино и свободной территории                                                                  | В честь седьмого Президента США Эндрю Джексона (1767—1845). Во время его президентского срока Мичиган вошёл в состав США                                                    | 159 741           | 1817         | 88                  |       |
| Дикинсон Dickinson           | Айрон-Маунтин       | 26043 | 1891                          | Из частей округов Айрон, Маркетт и Меномини                                                                     | В честь Дональда Диккинсона (1846—1917) — Генерального почтмейстера в администрации Гровера Кливленда                                                                       | 25 957            | 1972         | 13                  |       |
| Изабелла Isabella            | Маунт-Плезант       | 26073 | 1831                          | Из части округа Макино и свободной территории                                                                   | В честь испанской королевы Изабеллы I (1451—1504), которая способствовала Колумбу в организации его путешествий                                                             | 70 616            | 1483         | 48                  |       |
| Ингем Ingham                 | Мейсон              | 26065 | 1829/1838                     | Из частей округов Шайавасси и Уоштино и свободной территории                                                    | В честь Сэмюэля Ингема (1779—1860) — секретаря казначейства в администрации Джексона                                                                                        | 284 582           | 1440         | 198                 |       |
| Айоско Iosco                 | Товас-сити          | 26069 | 1840                          | Создан на свободной территории. До 1843 года назывался Kanotin                                                  | Название придумано Генри Скулкрафтом | 25 420            | 1422         | 18                  |       |
| Итон Eaton                   | Шарлотт             | 26045 | 1829                          | На свободной территории                                                                                         | В честь Джона Итона (1790—1856) — военного министра в администрации Джексона                                                                                                | 108 579           | 1490         | 73                  |       |
| Каламазу Kalamazoo           | Каламазу            | 26077 | 1829                          | На свободной территории                                                                                         | По названию реки | 258 818           | 1455         | 178                 |       |
| Калкаска Kalkaska            | Калкаска            | 26079 | 1840                          | Из части округа Макино. До 1843 года назывался Wabassee                                                         | Название придумано Генри Скулкрафтом | 17 394            | 1450         | 12                  |       |
| Калхун Calhoun               | Маршалл             | 26025 | 1829                          | На свободной территории                                                                                         | В честь Джона Кэлхуна (1782—1850) — вице-президента в администрации Джексона                                                                                                | 134 878           | 1829         | 74                  |       |
| Касс Cass                    | Кассополис          | 26027 | 1829                          | На свободной территории                                                                                         | В честь Льюиса Касса (1782—1866) — военного министра в администрации Джексона                                                                                               | 51 608            | 1269         | 41                  |       |
| Кент Kent                    | Гранд-Рапидс        | 26081 | 1831                          | Из части округа Макино и свободной территории                                                                   | В честь ньюйоркского юриста Джеймса Кента (1763—1847), который представлял Мичиган в споре с Огайо о Толидской зоне                                                         | 629 237           | 2194         | 287                 |       |
| Кивино Keweenaw              | Игл-Ривер           | 26083 | 1861                          | Из части округа Хоутон                                                                                          | На языке оджибве слово «gakiiwe-wewaning» значит «волок» | 2217              | 1399         | 2                   |       |
| Клинтон Clinton              | Сент-Джонс          | 26037 | 1831                          | На свободной территории                                                                                         | В честь ДеВитта Клинтона (1769—1828) — губернатора Нью-Йорка | 77 297            | 1467         | 53                  |       |
| Клэр Clare                   | Харрисон            | 26035 | 1840                          | Из части округа Макино и свободной территории. До 1843 года назывался Kaykakee                                  | По названию графства Клэр в Ирландии | 30 652            | 1462         | 21                  |       |
| Крофорд Crawford             | Грейлинг            | 26039 | 1840                          | Из части округа Макино и свободной территории. До 1843 года назывался Shawano                                   | Возможно по названию форта Крофорд | 13 745            | 1441         | 10                  |       |
| Лейк Lake                    | Болдуин             | 26085 | 1840                          | Из части округа Макино. До 1843 года назывался Aischum                                                          | Округ расположен около озера Мичиган | 11 341            | 1470         | 8                   |       |
| Лапир Lapeer                 | Лапир               | 26087 | 1822                          | Из частей округов Окленд и Сент-Клэр                                                                            | От французского слова «la pierre», в переводе «камень» | 88 153            | 1665         | 53                  |       |
| Лилано Leelanau              | Саттонс-Бей-Тауншип | 26089 | 1840                          | Из части округа Макино                                                                                          | Название придумано Генри Скулкрафтом | 21 915            | 899          | 24                  |       |
| Ленави Lenawee               | Эйдриан             | 26091 | 1822                          | Из части округа Монро                                                                                           | Название придумано Генри Скулкрафтом | 99 047            | 1941         | 51                  |       |
| Ливингстон Livingston        | Мейсон              | 26093 | 1833/1836                     | Из частей округов Шайавасси и Уоштино                                                                           | В честь Эдварда Ливингстона (1764—1836) — Госсекретаря США в администрации Джексона                                                                                         | 185 596           | 1464         | 127                 |       |
| Льюс Luce                    | Ньюберри            | 26095 | 1887                          | Из частей округов Чиппева и Макино                                                                              | В честь губернатора Мичигана Сайруса Люса (1824—1905) | 6426              | 2329         | 3                   |       |
| Макино Mackinac              | Сент-Игнас          | 26097 | 1818                          | Из части округа Уэйн. До 1837 года назывался Michilimackinac                                                    | Французская интерпретация индейского названия местности | 11 042            | 2646         | 4                   |       |
| Маком Macomb                 | Маунт-Клеменс       | 26099 | 1818                          | Из части округа Уэйн                                                                                            | В честь генерала Александра Макомба (1782—1841), сыгравшего значительную роль в англо-американской войне                                                                    | 860 112           | 1241         | 693                 |       |
| Манисти Manistee             | Манисти             | 26101 | 1840                          | Из части округа Макино                                                                                          | По названию одноимённой реки. На языке оджибве слово «ministigweyaa» означает «(река) с островами в устье»                                                                  | 24 420            | 1404         | 17                  |       |
| Маркетт Marquette            | Маркетт             | 26103 | 1843                          | Из частей округов Чиппева и Макино                                                                              | В честь иезуитского миссионера Жака Маркетта (1637—1675) | 67 676            | 4684         | 14                  |       |
| Маскигон Muskegon            | Маскигон            | 26121 | 1859                          | Из частей округов Макино и Ошиана                                                                               | По названию реки Маскигон, что означает в переводе с оджибве «болото» | 172 344           | 1293         | 133                 |       |
| Мейсон Mason                 | Лудингтон           | 26105 | 1840                          | Из части округа Макино. До 1843 года назывался Notipekago                                                       | В честь первого губернатора Мичигана Стивенса Мейсона (1811—1843) | 28 824            | 1282         | 22                  |       |
| Меномини Menominee           | Меномини            | 26109 | 1861                          | Из части округа Дельта. До 1863 года назывался Bleeker                                                          | По названию индейцев Меномини | 23 714            | 2704         | 9                   |       |
| Мидленд Midland              | Мидленд             | 26111 | 1831                          | Из части округа Сагино и свободной территории                                                                   | Midland — «срединные земли», так как округ расположен вблизи географического центра Нижнего полуострова                                                                     | 83 427            | 1337         | 62                  |       |
| Мекоста Mecosta              | Биг-Рапидс          | 26107 | 1840                          | Из частей округов Макино и Ошиана                                                                               | В честь вождя племени потаватоми Микосты, что означает «имеющий медвежью ногу»                                                                                              | 43 186            | 1438         | 30                  |       |
| Миссоки Missaukee            | Лейк-Сити           | 26113 | 1840                          | Из части округа Макино                                                                                          | В честь Мисоки — вождя племени Оттава, который подписал договора о передаче земель в 1831 и 1833 годах                                                                      | 15 037            | 1462         | 10                  |       |
| Монткалм Montcalm            | Стэнтон             | 26117 | 1831                          | Из части округа Макино и свободной территории                                                                   | В честь маркиза де Монкальма (1712—1759) | 62 893            | 1827         | 34                  |       |
| Монтморенси Montmorency      | Атланта             | 26119 | 1840                          | Из части округа Макино и свободной территории. До 1843 года назывался Cheonoquet                                | В честь представителей рода Монморанси, игравших заметную роль в истории Французской Канады                                                                                 | 9300              | 1416         | 7                   |       |
| Монро Monroe                 | Монро               | 26115 | 1817                          | Из части округа Уэйн                                                                                            | В честь Джеймса Монро — пятого Президента США | 149 824           | 1423         | 105                 |       |
| Невейго Newaygo              | Уайт-Клауд          | 26123 | 1840                          | Из частей округов Макино и Ошиана                                                                               | В честь лидера народа оджибве, который подписал Договор Сагино 1819 года | 47 900            | 2106         | 23                  |       |
| Огемо Ogemaw                 | Уест-Брэнч          | 26129 | 1840                          | На свободной территории. В 1867 году был присоединён к округу Иоско и восстановлен в 1873                       | В переводе с оджибве «ogimaa» означает «вождь» | 21 039            | 1459         | 14                  |       |
| Окленд Oakland               | Понтиак             | 26125 | 1819/1820                     | Из части округа Маком                                                                                           | Из-за дубовых (Oak) лесов | 1 237 868         | 2247         | 551                 |       |
| Онтонагон Ontonagon          | Онтонагон           | 26131 | 1843                          | Из частей округов Чиппева и Макино                                                                              | По названию реки Онтонагон, которая на французской карте 1670 года называлась «Nantounagon»                                                                                 | 6172              | 3396         | 2                   |       |
| Осеола Osceola               | Рид-Сити            | 26133 | 1840                          | Из части округа Макино. До 1843 года назывался Unwattin                                                         | В честь вождя семинолов Оцеолы (1804—1838) | 23 169            | 1467         | 16                  |       |
| Оскода Oscoda                | Майо                | 26135 | 1840                          | Из части округа Макино и свободной территории                                                                   | Название придумано Генри Скулкрафтом | 8371              | 1465         | 6                   |       |
| Отсиго Otsego                | Гейлорд             | 26137 | 1840                          | Из части округа Макино. До 1843 года назывался Okkudo                                                           | По названию округа Отсего штата Нью-Йорк | 24 158            | 1334         | 18                  |       |
| Оттава Ottawa                | Гранд-Хейвен        | 26139 | 1831                          | Из части округа Макино и свободной территории                                                                   | Название дано по имени индейского племени оттава | 276 292           | 1459         | 189                 |       |
| Ошеана Oceana                | Харт                | 26127 | 1831                          | Из части округа Макино                                                                                          | Граничит с озером Мичиган, которое называют «пресноводным океаном» | 26 221            | 1326         | 20                  |       |
| Преск-Айл Presque Isle       | Роджерс-Сити        | 26141 | 1840                          | Из части округа Макино                                                                                          | Производное от французского слова, дословно «почти остров», то есть полуостров                                                                                              | 13 004            | 1706         | 8                   |       |
| Роскоммон Roscommon          | Роскоммон           | 26143 | 1840                          | Из части округа Макино и свободной территории. До 1843 года назывался Mikenauk                                  | По названию графства Роскоммон в Ирландии | 23 955            | 1346         | 18                  |       |
| Сагино Saginaw               | Сагино              | 26145 | 1822                          | Из части округа Окленд                                                                                          | Возможно, по названию племени сауки («sauk»), которое жило в устье реки Сагино                                                                                              | 195 012           | 2072         | 94                  |       |
| Санилак Sanilac              | Сандаски            | 26151 | 1822                          | Из части округа Сент-Клэр                                                                                       | В честь Санилака — вождя гуронов | 41 587            | 2493         | 17                  |       |
| Сент-Джозеф St. Joseph       | Сентервилл          | 26149 | 1829                          | На свободной территории                                                                                         | По названию реки Сент-Джозеф, основной водосбор которой находится на территории округа                                                                                      | 60 946            | 1297         | 47                  |       |
| Сент-Клэр St. Clair          | Порт-Гурон          | 26147 | 1820                          | Из части округа Маком                                                                                           | Названо либо в честь Артура Сент-Клэра — первого губернатора старого Северо-Запада, либо в честь святой Клары Ассизской, в день именин которой было открыто озеро Сент-Клэр | 160 078           | 1868         | 86                  |       |
| Скулкрафт Schoolcraft        | Манистик            | 26153 | 1843                          | Из частей округов Чиппева и Макино                                                                              | В честь Генри Скулкрафта (1793—1864) — мичиганского географа и уполномоченного по делам индейцев                                                                            | 8171              | 3034         | 3                   |       |
| Таскола Tuscola              | Кэро                | 26157 | 1840                          | Из части округа Санилак                                                                                         | Название придумано Генри Скулкрафтом | 54 000            | 2080         | 26                  |       |
| Уоштено Washtenaw            | Энн-Арбор           | 26161 | 1822/1826                     | Из частей округов Окленд и Уэйн                                                                                 | Индейцы назвали земли к западу от Детройта "Wash-ten-ong, " что значит «земли за пределами»                                                                                 | 356 874           | 1828         | 195                 |       |
| Уэксфорд Wexford             | Кадиллак            | 26165 | 1840                          | Из части округа Макино. До 1843 года назывался Kautawaubet                                                      | По названию графства Уэксфорд в Ирландии | 32 886            | 1463         | 22                  |       |
| Уэйн Wayne                   | Детройт             | 26163 | 1815                          | Все земли в пределах Мичигана, которые были получены от коренных американцев по Детройтскому Договору 1807 года | В честь американского государственного деятеля генерала Энтони Уэйна (1745—1796)                                                                                            | 1 764 804         | 1585         | 1113                |       |
| Хилсдейл Hillsdale           | Хилсдейл            | 26059 | 1829                          | На свободной территории                                                                                         | Перевод слова даёт представление о рельефе округа: холмы и долины | 45 830            | 1549         | 30                  |       |
| Хоутон Houghton              | Хоутон              | 26061 | 1845                          | Из частей округов Маркетт и Онтонагон                                                                           | В честь хирурга, первого геолога штата Мичиган и мэра Детройта в 1842—1843 годах Дугласа Хотона (1809—1845)                                                                 | 36 495            | 2614         | 14                  |       |
| Чиппева Chippewa             | Су-Сент-Мари        | 26033 | 1827                          | Из части округа Макино                                                                                          | Чиппева —одно из названий народа оджибве | 38 321            | 4036         | 10                  |       |
| Шайавосси Shiawassee         | Корунна             | 26155 | 1822                          | Из частей округов Окленд и Сент-Клэр                                                                            | По названию реки Шайавасси, что значит «петляющая река» | 68 933            | 1374         | 50                  |       |
| Шарлевой Charlevoix          | Шарлевуа            | 26029 | 1869                          | Из частей округов Антрим, Эммет и Отсего                                                                        | В честь Пьера Шарлевуа (1682—1761) — иезуита, путешественника и историка Новой Франции                                                                                      | 26 121            | 1078         | 24                  |       |
| Шебойган Cheboygan           | Чибойган            | 26031 | 1840                          | Из части округа Макино                                                                                          | По названию реки Чибойган | 25 675            | 1852         | 14                  |       |
| Эммет Emmet                  | Петоски             | 26047 | 1840                          | Из части округа Макино и свободной территории. До 1843 года назывался Tonegadana                                | В честь Роберта Эммета (1778—1803) — ирландского националиста и лидера повстанцев                                                                                           | 33 204            | 1210         | 27                  |       |

## Закрытые округа
За всю историю штата 11 округов было закрыто:
1. Браун образован на свободной территории в 1818 году, когда Территория Мичиган была расширена за счёт площадей к западу от озера Мичиган. В 1836 году передан Висконсинской территории. Входит в штат Висконсин.
2. Кесккауко образован в 1840 году из части округа Макино. Переименован в округ Шарлевуа в 1843 году. Присоединён к округу Эммет в 1853 году. Вновь выделен в отдельную территорию (Шарлевуа) в 1869 году.
3. Крофорд образован на свободной территории в 1818 году. В 1836 году передан Висконсинской территории. Входит в штат Висконсин.
4. Де-Мойн образован на свободной территории в 1834 году. В 1836 году передан Висконсинской территории. Входит в штат Айова.
5. Дубьюк образован на свободной территории в 1834 году. В 1836 году передан Висконсинской территории. Входит в штат Айова.
6. Айова образован на свободной территории в 1830 году. В 1836 году передан Висконсинской территории. Входит в штат Висконсин.
7. Айл-Роял образован в 1875 году из части округа Кивино и в 1897 году вновь присоединён к нему.
8. Маниту образован в 1855 году из частей округов Эммет и Лилано. Администрация округа была расформирована в 1861 году, а округ был присоединён к округу Макино, затем, в 1865 году — к Лилано, и снова к Макино в 1869-м. В 1895 году поглощён округами Шарлевуа и Лилано.
9. Милуоки образован в 1834 году из части округа Браун. В 1836 году передан Висконсинской территории. Входит в штат Висконсин.
10. Омина образован в 1840 году из части округа Макино. Присоединён к округу Гранд-Траверс в 1853 году.
11. Уайандот образован в 1840 году из части округа Макино. Присоединён к округу Чибойган в 1853 году.